# Миротворческая операция в Абхазии (1994—2008)
Миротво́рческая опера́ция в Абха́зии осуществлялась в 1994—2008 годах Коллективными силами по поддержанию мира (КСПМ) Содружества Независимых Государств (СНГ), сформированными решением Совета глав государств СНГ на базе Вооружённых сил Российской Федерации.
Ввод Коллективных сил по поддержанию мира в зону грузино-абхазского конфликта позволил осуществить разъединение вооружённых формирований конфликтующих сторон, создание зон безопасности и ограничения вооружений, что способствовало остановке кровопролития в регионе, а также формированию необходимых условий для политического диалога между сторонами.

## Правовые основы деятельности КСПМ
Грузия с 1993 года являлась членом СНГ. Согласно Уставу СНГ, его государства-члены проводят согласованную политику в области коллективной безопасности, разоружения и контроля над вооружениями, строительства Вооружённых Сил и поддержке внутренней безопасности, в том числе с помощью групп военных наблюдателей и Коллективных сил по поддержанию мира.
14 мая 1994 года после нескольких раундов сложных переговоров, прошедших под руководством Специального посланника Генерального секретаря ООН, противоборствующие стороны в грузино-абхазской войне 1992—1993 гг. подписали в Москве Соглашение о прекращении огня и разъединении сил. Стороны договорились о развёртывании Коллективных сил по поддержанию мира СНГ для наблюдения за соблюдением этого соглашения. Под контролем Коллективных миротворческих сил, развёрнутых в июне 1994 года и полностью укомплектованных российскими военнослужащими, находилась зона безопасности шириной 24 км по линии соприкосновения грузинских и абхазских сил.
Согласно положению устава СНГ, решением Совета глав государств «Об использовании Коллективных сил по поддержанию мира в зоне грузино-абхазского конфликта» от 21 октября 1994 г. (согласованным с рядом внутрироссийских документов) в зону конфликта был введён российский контингент Коллективных сил по поддержанию мира (КСПМ) в СНГ.

## Выполнявшиеся задачи
В основные задачи КСПМ входило:
- Обеспечение соблюдения режима прекращения огня и установления мира, предотвращение возобновления военных действий в зоне конфликта путём разъединения вооружённых формирований конфликтующих сторон;
- Создание условий для безопасного и достойного возвращения людей, покинувших зону конфликта, в районы их прежнего проживания;
- Содействие в восстановлении района конфликта, в том числе в оказании гуманитарной помощи, проведении разминирования, восстановлении основных систем жизнеобеспечения населения;
- Сотрудничество с персоналом Миссии ООН по наблюдению в Грузии (МООННГ) и другим персоналом ООН, находящимся в регионе (также оказывалось содействие представителям организаций «Врачи без границ», «Акция по борьбе с голодом», организация по разминированию «Hallo Trast», Международный «Красный Крест»);
- Осуществление во взаимодействии с Миссией ООН контроля за нахождением в зоне безопасности тяжёлого вооружения;
- Обеспечение безопасности ключевых систем жизнеобеспечения (Ингурская ГЭС, Ингурский мост);
- Пресечение действий террористических, диверсионных формирований и иных вооружённых групп, находящихся в Гальском районе и проникающих извне[1].

## Состав
По состоянию на 1 августа 2008 года группировка КСПМ насчитывала 1561 чел. (в том числе 199 офицеров). Она была оснащена 135 ед. бронетанковой техники, 267 ед. автомобильной техники, 4 вертолётами (Ми-8, Ми-24). На вооружении КСПМ находилось 30 миномётов и 2943 ед. стрелкового вооружения.

## Общая характеристика положения в зоне конфликта и результатов деятельности КСПМ
Несмотря на усилия КСПМ, ежегодно происходило до пятидесяти нарушений режима прекращения огня, особенно в 1994—1995 годах. В 2004—2008 годах. число обстрелов населённых пунктов и постов КСПМ снизилось, но в то же время участились случаи минирования местности и провокационных действий против контингента КСПМ.
Проблема возвращения беженцев на территорию Абхазии так и не была решена. В условиях, когда значительная часть местного населения была вооружена личным стрелковым оружием, стихийное возвращение беженцев могло привести к массовым столкновениям с большими человеческими жертвами с обеих сторон. За годы миротворческой операции при содействии КСПМ из Зугдидского района (где проживали временно перемещённые лица) вернулось к местам прежнего проживания в Гальском районе лишь около 2 тыс. чел., но полной гарантии их безопасности не мог дать никто.
Патрулирование КСПМ СНГ во взаимодействии с МООННГ позволяло периодически обнаруживать в зоне безопасности тяжёлое вооружение и технику, особенно накануне войны августа 2008 года. В то же время грузинской стороне этим оружием фактически не удалось воспользоваться.
В октябре 2002 года под совместным контролем КСПМ СНГ и военных наблюдателей МООННГ грузинской стороной был проведён вывоз склада тяжёлого вооружения и боеприпасов в селе Чхалта (Кодорское ущелье), что позволило снять напряжённость, грозившую перерасти в очередную вооружённую стычку между сторонами.
Для обеспечения безопасности Ингури ГЭС, снабжающей электричеством треть населения Абхазии и часть населения Грузии, группировкой КСПМ были специально выставлены отдельные дополнительные посты миротворческих сил. Патрулирование в районе ГЭС позволило обеспечить её бесперебойную работу. Ингурский мост, связывавший Южную и Северную зоны безопасности, на момент ввода в регион миротворцев был разрушен. Силами инженерных подразделений группировки его удалось восстановить. Именно здесь в дальнейшем проводились еженедельные четырёхсторонние встречи с участием представителей конфликтующих сторон и Миссии ООН по наблюдению в Грузии.
Несмотря на согласованные действия КСПМ СНГ и Миссии ООН в Грузии по наблюдению и контролю за соблюдением конфликтующими сторонами договорённостей по поддержанию мира и урегулированию конфликта, мер по снижению криминогенной напряжённости в Гальском районе Абхазии и Зугдидском районе Грузии, а также в Кодорском ущелье, военно-политическая обстановка в зоне конфликта в Абхазии все эти годы характеризовалась как сложная, напряжённая и нестабильная из-за отсутствия устойчивого двухстороннего политического грузино-абхазского диалога, конструктивных взаимоприемлемых предложений на межгосударственном уровне, а в последние годы — в связи с участившимися попытками силового давления нового руководства Грузии (при президенте Саакашвили).
С 2005 года в регионе стала складываться крайне напряжённая обстановка из-за попыток официальных должностных лиц Грузии ввести визовый режим для личного состава КСПМ, находящегося в зоне конфликта. В связи с этим командующий КСПМ генерал-майор С. Чабан дал указание строго руководствоваться Положением о Коллективных силах СНГ и Мандатом на проведение операции. 

## Война в августе 2008 года и прекращение действия мандата КСПМ

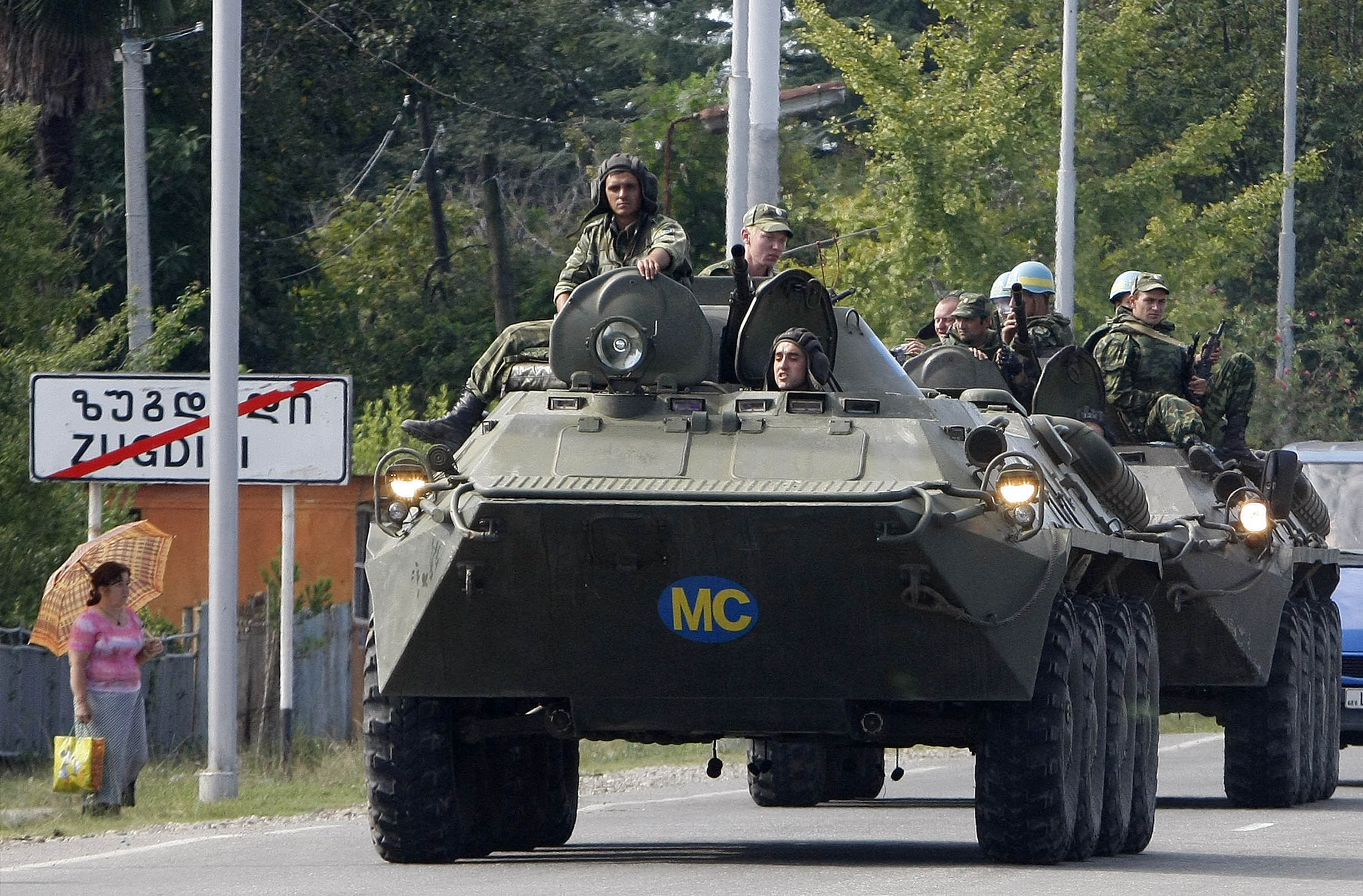
БТР российского батальона КСПМ в ходе войны 2008 года.

Как указывалось в докладе генерального секретаря ООН о положении в Абхазии от 3 октября 2008 года, резкая эскалация военных действий в Южной Осетии 7 и 8 августа и последовавшая за этим война в Грузии оказали глубокое воздействие на ситуацию в зоне грузино-абхазского конфликта и на весь процесс его урегулирования.
По сообщениям военных наблюдателей Миссии ООН по наблюдению в Грузии (МООННГ), с раннего утра 9 августа российские силы начали наносить авиаудары по объектам в Западной Грузии — т. е в районе, непосредственно прилегающим к зоне грузино-абхазского конфликта. 10-11 августа Россия перебросила в зону конфликта большое число своих военнослужащих. Первоначально российские войска заняли позиции на той стороне линии прекращения огня, где находится город Гали, однако позже выдвинулись и на зугдидскую сторону зоны конфликта, а также в районы, прилегающие к Сенаки и Поти.
8 августа абхазская сторона начала ввод тяжёлой боевой техники в зону ограничения вооружений в нарушение Московского соглашения о прекращении огня и разъединении сил 1994 года. Во второй половине дня 9 августа начались артобстрелы верхней части Кодорского ущелья.
12 августа абхазская сторона начала наступление и установила контроль над верхней частью ущелья. Местное население и грузинский вооружённый персонал покинули этот район незадолго до появления абхазских сил.
Как указывалось в докладе генерального секретаря ООН, начало крупномасштабной операции грузинской стороны в Южной Осетии лишь укрепило уверенность абхазской стороны в том, что, по всей вероятности, она станет объектом следующего удара. Эта уверенность ещё более усилилась после того, как в верхней части Кодорского ущелья, согласно сообщениям, было захвачено определённое количество единиц тяжёлой боевой техники, которую, в соответствии с Московским соглашением 1994 года, вводить в этот район было запрещено.
20 августа парламент Абхазии обратился к России с просьбой признать независимость республики. 22 августа аналогичное обращение поступило от парламента Южной Осетии.
26 августа президент Российской Федерации Д. А. Медведев выступил с официальным заявлением о том, что нападение Грузии на Южную Осетию не оставило России иного выбора, кроме как признать Абхазию и Южную Осетию в качестве независимых государств, и подписал соответствующие указы.
Абхазская сторона приветствовала решение России, назвав его «историческим». Грузинская сторона назвала его незаконным и нарушающим основополагающие нормы и принципы международного права и многочисленные резолюции Совета Безопасности ООН. Помимо этого, грузинское руководство охарактеризовало действия России как попытку легализовать «использование насилия, прямой военной агрессии и этнических чисток в целях изменения границ соседних государств». В ответ на острую международную критику и международную поддержку территориальной целостности Грузии Россия заявила, что любое возвращение к status quo ante более не представляется возможным, обвинив власти Грузии в геноциде осетин.
28 августа парламент Грузии единогласно принял резолюцию, в которой Абхазия и Южная Осетия были названы территориями, оккупированными Российской Федерацией, а российские миротворцы (КСПМ и ССПМ) — оккупационными силами.
29 августа Грузия разорвала дипломатические отношения с Россией и вышла из Московского соглашения о прекращении огня и разъединении сил 1994 года.
Правительство Грузии подтвердило свою приверженность плану прекращения огня от 12 августа, а также связанным с ним последующим пояснениям президента Саакашвили в качестве единственной законной основы для урегулирования конфликта. Полагая, что решение правительства Грузии отменяет все ограничения, налагавшиеся на абхазскую сторону Московским соглашением, абхазская сторона объявила о своём намерении в первоочередном порядке укрепить государственную границу.
1 сентября в своей записке, направленной в адрес Исполнительного совета СНГ, Грузия уведомила его о своём решении прекратить осуществление миротворческой операции СНГ в Абхазии. И наконец, 18 августа Грузия вышла из состава СНГ и ряда связанных с ним ключевых соглашений.
10 октября, в соответствии с решением Совета глав государств СНГ (принятым на заседании в Бишкеке), было официально прекращено действие мандата Коллективных сил СНГ, которые находились в зоне конфликта в течение 14 лет. К 15 октября миротворческие силы СНГ были выведены. В период с октября до начала декабря российские войска заняли позиции в Гальском секторе, на которых ранее находились миротворческие силы СНГ, и оборудовали новые укреплённые позиции на контролируемой Абхазией стороне от линии прекращения огня, большинство из которых не были заняты. Российский парашютно-десантный батальон, который прибыл в конце апреля 2008 года и размещался возле села Река в зоне ограничения вооружений, покинул зону конфликта в ноябре.